# Heldam

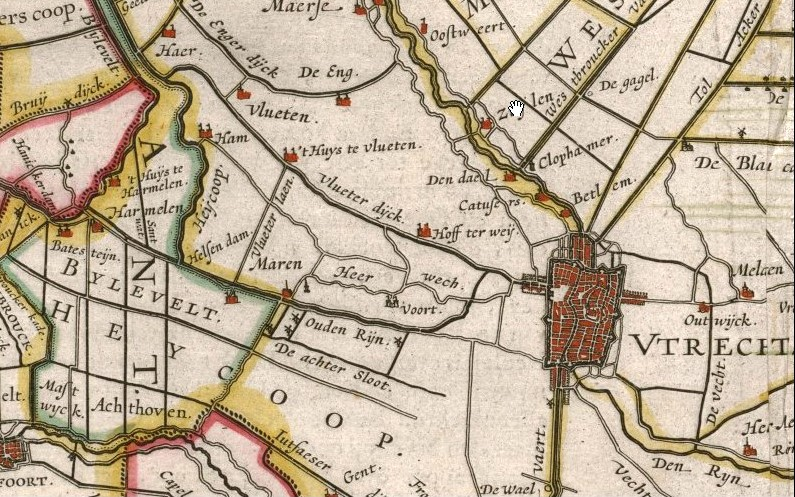
Fragment van een kaart van Blaeu. 'Helsendam' = Heldam; 'Maren' = De Meern. Op deze kaart ligt Heycoop zowel links als rechts van de Meerndijk (die van Maren naar Achthoven loopt). Dit is onjuist; Heicop ligt ten oosten, Bijleveld ten westen van deze dijk.

De Heldam (ook wel Basterddam) was een dam in de Oude Rijn tussen Harmelen en De Meern. De bouw van deze dam was een van de genomen maatregelen tot het effectief van elkaar scheiden van de afwateringsgebieden van de waterschappen Bijleveld en Heicop.

## Geschiedenis
Voor de polders van het waterschap Bijleveld was het belang van de Heldam groot, omdat de polders van Heicop veel water te verwerken hadden bij overstromingen van de rivieren de Lek en de Hollandse IJssel. Om deze reden was door het Land van Woerden al omstreeks 1200 de Meerndijk aangelegd, een dwarsdijk die het overstromingswater tegenhield, zodat het niet regelrecht in de polders van Bijleveld kon lopen. De Meerndijk en de Heldam dienden hetzelfde doel: het vrijwaren van het gebied van Bijleveld van het overtollige water van de polders van Heicop. De Heldam is echter twee eeuwen jonger dan de Meerndijk, en dat komt onder andere doordat een deel van de polders aan beide zijden van de Meerndijk aanvankelijk hun overtollige water afvoerden naar de Hollandse IJssel. Vanaf de 14e eeuw werd dit steeds moeilijker en ging men zoeken naar een andere oplossing voor de waterafvoer van het hele gebied. Vanuit het graafschap Holland bestonden ernstige bezwaren tegen afvoer via de Oude Rijn. Zowel Heicop als Bijleveld kregen vrij kort na elkaar (in 1385 en 1413) toestemming hun water te lozen op respectievelijk de Utrechtse Vecht en de Amstel. Daartoe werden twee kanalen gegraven met de namen Heicop en Bijleveld. Deze liepen vanuit de polders ten zuiden van de Oude Rijn naar het noorden en kruisten op enig moment de Oude Rijn. Tussen de beide kruisingen in is de Heldam aangelegd om de beide afwateringen gescheiden te houden. In dezelfde tijd is ook de Haanwijkerdam ten westen van Harmelen gebouwd om de polders rondom Woerden af te schermen van het Bijleveldse afwateringsgebied.
In de 17e eeuw kwam de trekvaart tot bloei en nam het scheepvaartverkeer over de Oude Rijn sterk toe. Dammen in deze waterweg leverden uiteraard veel vertraging op. Het scheepvaartverkeer van Woerden naar Utrecht werd gehinderd door drie dammen:
- de Haanwijkerdam, die het boezemwater van het Groot-Waterschap van Woerden scheidde van dat van het waterschap Bijleveld;
- de Heldam, gelegen tussen de afwateringen van de waterschappen Bijleveld en Heicop;
- de Stadsdam tussen De Meern en Utrecht, die ervoor zorgde dat water-inlaat in droge perioden vanuit de Oude Rijn in de Heicopse polders geen invloed had op het waterpeil in de Utrechtse grachten.

In 1604 werden de drie dammen van rollen voorzien, en in 1640 werd de Stadsdam vervangen door een schutsluis.
In 1643 werd door het Hoogheemraadschap Amstelland toestemming gegeven aan het waterschap Heicop om de Heldam tot schutsluis te maken; deze kwam er in 1659. Ook werd een brug bij deze sluis gebouwd.
In 1660 verving het Groot-Waterschap van Woerden de Haanwijkerdam door een schutsluis en verkreeg daarvoor een subsidie van de Staten van Utrecht. 
Toen in het midden van de 20e eeuw het Amsterdam-Rijnkanaal gerealiseerd was, werd het mogelijk de afwatering van de polders behorende tot de waterschappen Bijleveld en Heicop efficiënter te maken door het water uit deze polders via de Leidse Rijn naar dit kanaal te leiden. In 1959 werd de sluis bij de Heldam opgeheven. Zowel de sluis als de brug werden afgebroken. Als vervanging van de brug kwam er een voetbrug, die ongeveer 200 m westelijker lag dan de afgebroken brug en sluis, en verderop werd een ophaalbrug geplaatst. Laatstgenoemde brug, de Molenbrug, ligt slechts enkele honderden meters van het centrum van Harmelen. Met het gereedkomen van deze brug werd de bereikbaarheid van de Harmelerwaard, gelegen aan de noordelijke oever van de Leidse Rijn, sterk verbeterd. Voordien moest men omrijden via de Heldambrug.